# Libočany
Libočany település Csehországban, Lounyi járásban. Libočany Čeradice, Žiželice, Žatec és Nové Sedlo településekkel határos. Lakosainak száma 540 fő (2024. január 1.).

## Népesség
A település lakosságának változását az alábbi diagram mutatja:
| Lakosok száma | 498  | 833  | 674  | 545  | 625  | 554  | 525  | 545  | 497  | 540  |
|               | 1869 | 1900 | 1921 | 1961 | 1980 | 2011 | 2016 | 2019 | 2021 | 2024 |